# Sint-Jan Baptistkerk (Relegem)

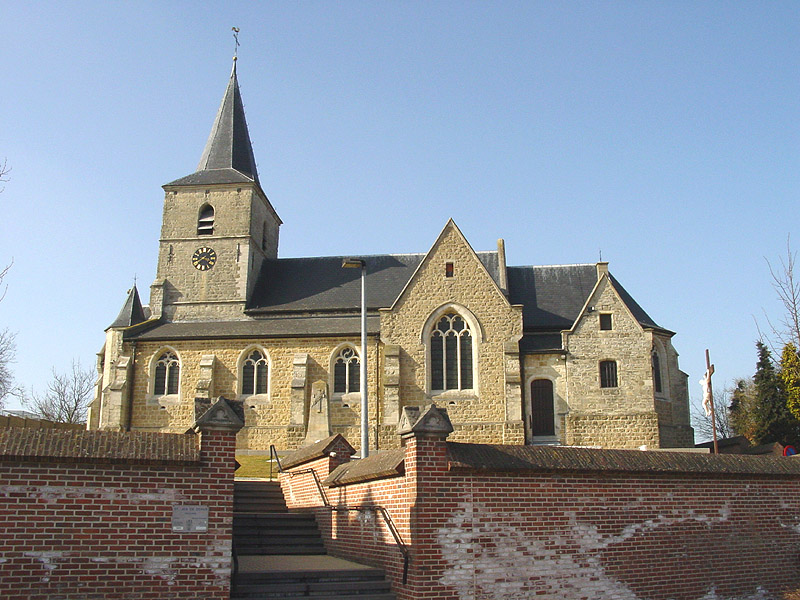
Sint-Jan Baptistkerk

De Sint-Jan Baptistkerk is de parochiekerk van de tot de Vlaams-Brabantse gemeente Asse behorende plaats Relegem, gelegen aan de Dorpsstraat 29.

## Geschiedenis
Hoewel sommigen het mogelijk achten dat de kerk al omstreeks 720 gesticht zou zijn door de geloofsverkondiger Emebertus zijn er anderen die de stichting in de 11e eeuw plaatsen en dat deze stichting van Wemmel uitging. Toen in 1132 het patronaatsrecht van Wemmel overging naar de Abdij van Grimbergen gold dit ook voor de kerk van Relegem. Eerst in 1825 werd Relegem een zelfstandige parochie.
Tot in het begin van de 20e eeuw was het een laatgotische kerk waarvan koor en middenbeuk in 1537 werden opgericht en de zijbeuken werden later aangebouwd. De zuidelijke sacristie was van 1643 en de ingebouwde westtoren van 1580. Deze kerk raakte eind 19e eeuw in verval. Van 1911-1913 werd een ingrijpende restauratie en verbouwing uitgevoerd naar ontwerp van Robert De Pauw. Hierbij werden ook neogotische elementen toegevoegd en werd een transept en een ingangsportaal aangebouwd. In 1953 werd nog een doopkapel aangebouwd.

## Gebouw
Het betreft een driebeukige kruiskerk met ingebouwde westtoren, geheel gebouwd in zandsteen.

## Interieur
Van Antoon Sallaert is het schilderij: De beul geeft het hoofd van Johannes aan Salomé (1624). Uit de 16e eeuw is nog een Laatste Avondmaal en uit de 17e eeuw een Jezus wordt in het graf gelegd.
Gepolychromeerd houten beelden van Johannes de Doper en van Onze-Lieve-Vrouw van Smarten zijn uit de 16e eeuw en afkomstig van een calvarie.
Het kerkmeubilair is voornamelijk neogotisch.